# Paralola
Paralola is een geslacht van hooiwagens uit de familie Phalangodidae.
De wetenschappelijke naam Paralola is voor het eerst geldig gepubliceerd door Kratochvíl, Balat & Pelikan in 1958. 

## Soorten
Paralola is monotypisch en omvat slechts de volgende soort:
- Paralola buresi